# Atentado em Nova Orleães em 2025
Em 1 de janeiro de 2025, por volta de 3:15 (UTC−6), um homem dirigiu uma caminhonete contra a multidão que estava no Bourbon Street e no Canal Street, em Nova Orleães, Luisiana, Estados Unidos. O motorista saiu do veículo e abriu fogo contra o público antes de ser baleado por agentes da polícia. O incidente ocorreu durante as celebrações de Ano-Novo na cidade. Pelo menos 15 pessoas inocentes morreram e 57 foram feridas, incluindo dois agentes da polícia.
O Federal Bureau of Investigation (FBI) identificou o motorista como Shamsud-Din Jabbar, um cidadão americano de Houston, Texas.

## Eventos
Testemunhas presentes e vídeos gravados confirmam que o motorista saiu de uma Ford F-150 Lightning e começou a atirar, com as autoridades locais revidando. Essas testemunhas disseram que o motorista estava usando um colete à prova de balas e carregando um rifle de assalto. O motorista atirou contra policiais, ferindo dois agentes durante o confronto. O suspeito foi morto no tiroteio.
Pelo menos 15 pessoas inocentes foram mortas e cerca de 36 ficaram feridas, incluindo dois agentes. O serviço de emergência encaminhou os feridos para cinco hospitais da região. A superintendente da polícia Anne Kirkpatrick disse que a maioria das vítimas era moradores da cidade e não turistas.

## Investigação

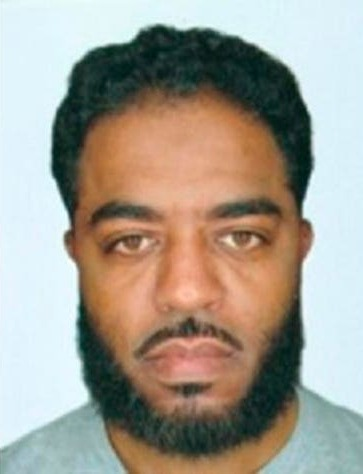
Shamsud-Din Jabbar

Segundo a polícia, o Federal Bureau of Investigation (FBI) assumiria a investigação do ataque. Agentes federais encontraram dispositivos explosivos improvisados dentro do veículo após o ataque. Entretanto, não é de conhecimento se os dispositivos eram capazes de causar detonações.

## Reações
O Governador da Luisiana, Jeff Landry expressou condolências às vítimas do ataque e pediu que a população evitasse comparecer ao local.
A polícia, juntamente com a prefeita de Nova Orleans LaToya Cantrell, descreveu o incidente como um "ataque terrorista". O FBI negou inicialmente tal caracterização. O presidente Joe Biden foi informado sobre o ataque e contactou o presidente da câmara Cantrell para oferecer apoio.
O senador republicano da Luisiana Bill Cassidy chamou o ataque de "muito trágico" em uma postagem no X.
O presidente eleito dos Estados Unidos, Donald Trump, associou o crime a imigrantes ilegais, em sua rede Truth Social: "quando eu disse que os criminosos que estão chegando são muito piores do que os criminosos que temos em nosso país, essa declaração foi constantemente refutada pelos democratas e pela mídia de notícias falsas, mas acabou sendo verdade". O autor do ataque, contudo, foi identificado como um cidadão americano nascido no Texas.